# Selles (Marne)
Selles é uma comuna francesa no departamento de Marne, região de Grande Leste.

## Demografia
| 1962 | 1968 | 1975 | 1982 | 1990 | 1999 | 2006 | 2008 |
| ---- | ---- | ---- | ---- | ---- | ---- | ---- | ---- |
| 177  | 184  | 163  | 179  | 263  | 251  | 318  | 359  |

## Pessoas ligadas à comuna
- Ernest Monfeuillart, senador e maire de Selles.